# شيلدون سوليفان
شيلدون سوليفان (بالإنجليزية: Sheldon Sullivan)‏ (3 فبراير 1995 في الولايات المتحدة - ) هو لاعب كرة قدم أمريكي في مركز الدفاع. لعب مع ريدينغ يونايتد إيسي.

## وصلات خارجية
- شيلدون سوليفان على موقع الدوري الأمريكي (الإنجليزية)
- شيلدون سوليفان على موقع قاعدة بيانات كرة القدم.إي يو (الإنجليزية)